# Euscelis venosus
Euscelis venosus är en insektsart som beskrevs av Carl Ludwig Kirschbaum 1868. Euscelis venosus ingår i släktet Euscelis och familjen dvärgstritar. Inga underarter finns listade i Catalogue of Life.